# Барбоза, Эвандро Аморим
Эва́ндро Амори́м Барбо́за (порт. Evandro Amorim Barbosa; род. 24 августа 1992, Сан-Себастьян-ду-Параизу) — бразильский шахматист, гроссмейстер (2016).

## Карьера

### Ранние годы
Эвандро Аморим Барбоза познакомился с шахматами в возрасте 11 лет в рамках шахматного проекта во всех государственных школах в его родном городе Сан-Себастьян-ду-Параизу. Будучи молодым игроком и любителем игр, его интерес к шахматам был незамедлительным. Он начал играть в школьных турнирах, и поскольку не хотел проигрывать, начал поиски учителя, который бы помог ему развиваться дальше в этом направлении.
Именно тогда он встретил своего первого наставника, который познакомил его с миром шахмат. Будучи очень преданным и увлеченным игрой, он начал изучать все материалы, который мог найти (будь то в книгах или через интернет). Вскоре, всего за 6 месяцев обучения, он уже превзошёл своего первого тренера.
В то время в Сан-Себастьяне-ду-Параизу интерес к  шахматам вырос и, таким образом, он имел возможность сыграть в нескольких турнирах при поддержке города. 

### Профессиональная карьера
В 2007 году в возрасте 14 лет он выиграл Чемпионат Бразилии до 16 лет (U 16), получив право на свой первый Юношеский чемпионат мира по шахматам, который проходил в Анталье, Турция. Участие в чемпионате мира и встреча с сильными игроками стали сенсационным опытом, который заставил его принять решение стать профессиональным шахматистом, стремясь к окончательному шахматному титулу: гроссмейстер. 
В 15 лет он выиграл чемпионат среди взрослых и начал серьезно заниматься шахматами, преследуя свою цель. Параллельно он начал преподавать шахматы, чтобы участвовать в большом количестве турниров, и, тем самым, начал свою тренерскую карьеру, развивая дидактические навыки для передачи знаний. 
Спустя несколько лет, в 2009 году, он выиграл титул Мастера ФИДЕ (Mestre Fide), первый титул по шахматам. В 2011 году он выиграл титул Международного мастера. В мае 2012 года он выполнил первую норму гроссмейстера, а через месяц стал чемпионом Южной Америки до 20 лет (U20), выполнив вторую норму гроссмейстера. 
Казалось, что он достигнет звания гроссмейстера в 19 лет, потому что не хватало только одного стандарта, однако для достижения этой цели потребовалось время, и только в начале 2016 года, в возрасте 23 лет, он заполучил титул гроссмейстера. В том же году он присоединился к сборной Бразилии на Шахматной олимпиаде 2016, которая проходила в Баку (Азербайджан).  
После завоевания титула он начал уделять больше времени тренерской деятельности, осознав, что после стольких лет преподавания, он был рад возможности передавать знания и видеть развитие своих учеников. В 2017 году, уже будучи гроссмейстером, координировал Проект Шахматы в Школах Сан-Себастьяне-ду-Параизу, с целью спасти старый проект и популяризировать шахматы в своем городе.   
В 2018 году с целью популяризации шахмат и иметь возможность донести знания до игроков шахматного сообщества, начал свой канал на youtube и веб-сайте.    

## Таблица результатов
| Год  | Город    | Турнир                                        | + | − | = | Результат | Место |
| ---- | -------- | --------------------------------------------- | - | - | - | --------- | ----- |
| 2012 | Озаску   | «Magistral Osasco 50 Anos»                    |   |   |   | из        | [ 4 ] |
|      | Асунсьон | «VIII Southern America U 20 (Absolute)»       | 6 | 1 | 2 | 7 из 9    | [ 5 ] |
| 2016 | Натал    | «Circuito de GM do Nordeste — Etapa Natal RN» | 5 | 0 | 4 | 7 из 9    | [ 6 ] |
|      |          |                                               |   |   |   | из        |       |

## Изменения рейтинга
| Графики недоступны из-за технических проблем. См. информацию на Фабрикаторе и на mediawiki.org. |